# Тімоті Оума
Тімоті Нур Оума (англ. Timothy Noor Ouma, нар. 10 червня 2004, Найробі, Кенія) — кенійський футболіст, півзахисник шведського клубу «Ельфсборг» та національної збірної Кенії.

## Ігрова кар'єра

### Клубна
Тімоті Оума починав займатися футболом на батьківщині. У складі команди «Лейзер Гілл» виграв турнір Чапа Дімба, де був визнаний кращим гравцем. У серпні 2020 року підписав трирічний контракт з клубом «Найробі Сіті Старз». Після відіграного сезлну футболіст продовжив дію контракту з клубом до 2025 року.
24 серпня 2022 року підписав контракт на 3,5 роки з шведським клубом «Ельфсборг». У вересні вперше потрапив у заявку команди але на поле того разу не вийшов.

### Збірна
У жовтні 2021 року у матчах відбору до чемпіонату світу 2022 року Тімоті Оума дебютував у матчах за національну збірну Кенії.

## Досягнення
- Чемпіон Чехії (1):

«Славія»: 2024-25